# Boris A. Novak
Boris A. Novak [bóris á novák], s polnim imenom Boris Ante Novak, slovenski pesnik, pisatelj, dramatik, esejist, prevajalec, predavatelj, literarni teoretik, urednik in politični aktivist * 3. december 1953, Beograd, Srbija, SFRJ.
Boris A. Novak je eden pomembnejših sodobnih slovenskih mladinskih pisateljev. Piše epsko-lirsko poezijo, zlasti kratke pesnitve in sonetne vence.

## Življenje
Otroštvo je preživel v Beogradu, kjer je tudi dokončal osnovno šolo. Črka A med imenom in priimkom je povezana z imenoma obeh staršev saj sta se obe imeni začeli z A; oče je bil Ante Novak, eden izmed prvih slovenskih partizanov in politkomisar, po poklicu statistik, mati Anica Novak pa je bila novinarka. Boris A. Novak je leta 1972 maturiral na II. gimnaziji v Ljubljani. Študiral je primerjalno književnost in filozofijo na Filozofski fakulteti v Ljubljani, kjer je diplomiral leta 1978 in doktoriral leta 1996. Delal je kot dramaturg v SNG Drama v Ljubljani (1980–1986), nato je bil vrsto let urednik literarne revije za otroke Kurirček in 1991–1996 urednik literarnega programa za otroke v založbi DZS. V času politične gonje po izidu sporne 57. številke (1987) je opravljal dolžnost urednika Nove revije. V letih 1988/89 se je študijsko izpopolnjeval v ZDA; s štipendijo IREX je raziskoval sodobno ameriško književnost in gledališče v Minneapolisu na Univerzi v Minnesoti. Leta 1991 je na Univerzi v Tennesseeju (Chattanooga) predaval o poeziji kot gostujoči profesor in nosilec Katedre odličnosti v humanističnih vedah, enega najprestižnejših ameriških akademskih nazivov. V letih 1991–1996 je bil predsednik slovenskega centra PEN in v letih 1994–2000 predsednik mirovnega komiteja pri mednarodnem PEN-u; organiziral je pomoč za begunce iz nekdanje Jugoslavije in pisatelje iz obleganega Sarajeva, največjo humanitarno akcijo v zgodovini slovenskega in mednarodnega PEN-a. Kasneje se je angažiral tudi za pravice »izbrisanih«, Romov in beguncev. Leta 2002 je bil izvoljen za podpredsednika mednarodnega PEN-a.  Doktorsko disertacijo Recepcija romanskih pesniških oblik v slovenski poeziji, ki je nastajala pod mentorstvom prof. dr. Evalda Korena na Oddelku za primerjalno književnost in literarno teorijo Filozofske fakultete v Ljubljani, je zagovarjal leta 1996. Odtlej predava na Filozofski fakulteti v Ljubljani, sprva kot docent za primerjalno verzologijo, leta 2002 je bil izvoljen za izrednega profesorja za primerjalno književnost in literarno teorijo, 2007 pa je postal redni profesor. Boris A. Novak je pisec številnih spremnih tekstov h knjigam in mentor mnogim študentom pri pisanju zaključnih del. Leta 2017 je bil izvoljen za izrednega člana v razred za umetnosti SAZU (Slovenske akademije znanosti in umetnosti), novembra 2020 pa tudi za dopisnega člana Hrvaške akademije znanosti in umetnosti (HAZU). Boris A. Novak je pisec številnih spremnih tekstov h knjigam in mentor mnogim študentom pri pisanju diplomskega dela. »S skrajno osebnim, boleče zrelim in izpovednim tonom nadaljuje, poglablja in razširja poetiko prejšnje zbirke Mojster nespečnosti, [...] za katero je avtor prejel ugledno Jenkovo nagrado. Rdečo nit nove zbirke pa tvorijo ljubezenske pesmi, ki odpirajo novo stran v književnosti slovenske erotike.« (Alba, Založba Mladinska knjiga, 1999).
Več njegovih zbirk in pesniških izborov je prevedenih v tuje jezike, njegova poezija je uvrščena v številne antologije; prevaja tudi sam, zlasti iz francoščine in okcitanščine, pa tudi drugih jezikov. 
Njegov opus magnum je ep Vrata nepovrata (43.000 verzov na 2.300 straneh v treh knjigah: Zemljevidi domotožja, Čas očetov in Bivališča duš).
V okviru društva PEN ali samostojno pogosto sodeluje v političnih akcijah, pobudah oziroma kot podpisnik ali pobudnik deklaracij in protestov. Med drugimi so znane njegove aktivnosti proti tujim jezikom na slovenski univerzi, v podporo izbrisanih, posebnih pravic Romov  in proti t. i. sovražnemu govoru, pogosto pa se pojavlja tudi v konfliktih t. i. leve proti t. i. desnim političnim opcijam, najpogosteje v času vlad pod vodstvom Janeza Janše. Leta 2013 je zaradi njegove pobude za izključitev politika Janeza Janše iz Slovenskega centra PEN povzročil protestni izstop več vidnejših članov, leta 2020 pa je s pismom Kulturniško pismo o janšizmu ponovno povzročil notranje razkole.
Eden od njegovih stricev je bil Mirko Friderik-Fric Novak (Jože), odgovoren za poboje pri Krimski jami 1942.

## Dela

### Poezija
- Stihožitje, 1977
- Hči spomina (lirske pesnitve), 1981
- 1001 stih (pesnitev), 1983
- Kronanje (sonetni venci),1984
- Vrtnar tišine /Gardener of Silence (dvojezična slovensko-angleška izdaja z reporodukcijami slik Vide Slivniker Belantič), 1990
- Oblike sveta (pesmarica pesniških oblik), 1991
- Stihija, 1991
- Mojster nespečnosti, 1995
- Oblike srca (pesmarica pesniških oblik), 1997
- Odsotnost, 1999
- Alba, 1999
- Odmev, 2000
- Žarenje, 2003
- Obredi slovesa, 2005
- Dlaneno platno (izbrane pesmi), 2006
- MOM – Mala Osebna Mitologija, 2007
- Satje (pesmi v prozi, napisane v letih 1975/76, objavljene 2010)
- Definicije (napisane v letih 1973-75, objavljene 2013)
- Oblike duha – zakladnica pesniških oblik (z 220 oblikami na 530 straneh), 2016
- Vrata nepovrata – epos (1. knjiga: Zemljevidi domotožja, 2014; 2. knjiga: Čas očetov, 2015; 3. knjiga: Bivališča duš, 2017).
- Lunin Koledar (praznična pesniška pratika), 2020
- Svoboda je glagol, 2022

### Poezija za otroke
- Prebesedimo besede!, 1981
- Domišljija je povsod doma, 1984
- Periskop, 1989
- Blabla: pesmi in igre za male in velike tigre, 1995
- Zarja časa (upesnitve antičnih mitoloških zgodb, upodobljenih na platnih Narodne galerije v Ljubljani), 1997
- Čarovnije sveta, 1999
- Kako rastejo stvari (izbor), 2004
- Vserimje (izbor), 2012

### Lutkovne in radijske igre za otroke
- V ozvezdju Postelje,1983
- Kdo je napravil Vidku srajčico (priredba po Franu Levstiku), 1983
- Prizori iz življenja stvari, radijska izvedba 1991
- Nebesno gledališče (1978) ter Mala in velika luna (1984)
- Stotisočnoga in druge igre (V ozvezdju Postelje, Mojca Pokrajculja in Kdo je napravil Vidku srajčico), 1995
- Viteški turnir v Šiški, 1997, 1998

### Pravljice
- Nebesno gledališče (z Jerkom Novakom), 1990
- Mala in velika Luna, 1994

Pri ustvarjanju za mladino izhaja iz misli, da zven besed pomeni in pomen zveni. Avtorjeva želja v otroških zbirkah je, da bi se kljub svoji odraslosti čim bolj približal otroški sposobnosti v izmišljanju novih in prebesedenju starih besed ob tem sam vračal v otroštvo, ki ga tako pogreša. Ob podrobni analizi teh pesmi lahko ugotovimo, da se mu je ta želja uresničila.

### Dramatika
- Dramski diptih (1988) :
- Vojaki zgodovine (dramska kronika 1918–1948)
- Hiša iz kart (igra)

- Dramski triptih (2008) :
- Kasandra (tragedija v verzih – uprizorjena 2001)
- Lipicanci gredo v Strasbourg (tragikomedija – uprizorjena 2006)
- Knjiga je čevelj (drama)

### Prevajalstvo
Prevaja predvsem francosko (simbolistično) poezijo (Mallarmé, Valléry, Verlaine, Edmond Jabès), tudi iz okcitanščine (prvi na Slovenskem: trubadurji), iz angleščine (Seamus Heaney – z Ireno Zorko Novak), nizozemščine (Paul van Ostaijen, Monika van Paemel), južnoslovanskih (Josip Osti) in drugih jezikov.

## Osnovna področja njegovega znanstvenoraziskovalnega dela
- primerjalna verzologija (pesniški jezik):
  - Oblika, ljubezen jezika: recepcija romanskih pesniških oblik v slovenski poeziji, 1995
  - Po-etika forme, 1997
  - Mini-poetika, 2001
  - Sonet, 2004
  - Zven in pomen: študije o slovenskem pesniškem jeziku, 2005
  - Oblike duha: zakladnica pesniških oblik, 2016 (3. razširjena izdaja priročnika, ki je izšel 1991 z naslovom Oblike sveta, 1997 pa kot Oblike srca)
  - Spomin jezika, jezik spomina: študije o pesniškem jeziku, 2022
- srednjeveška in renesančna književnost: Ljubezen iz daljave: provansalska trubadurska lirika, 2003
- simbolizem: Simbolistična lirika, 1997; Pogledi na francoski simbolizem, 2007
- prevodoslovje: Salto immortale: študije o prevajanju poezije (v dveh zvezkih), 2011

## Nagrade, priznanja in odlikovanja
- Zlata ptica, nagrada Zveze socialistične mladine Slovenije mladim umetnikom, za pesniško zbirko Stihožitje (1978)
- tretja nagrada na natečaju Radia Slovenija za radijske igre, namenjene otrokom, za Nebesno gledališče (1978)
- nagrada Prešernovega sklada za pesnitev 1001 stih (1984)
- Sovretova nagrada za prevod Mallarmejeve lirike (1990)
- Jenkova nagrada Društva slovenskih pisateljev za pesniško zbirko Mojster nespečnosti (1995)
- Zlati znak Znanstveno-raziskovalnega centra (ZRC) SAZU za verzološko knjigo Oblika, ljubezen jezika (1998)
- uvrstitev pravljice Mala in velika Luna na Častni seznam najboljših del za otroke in mladino, ki ga pripravlja IBBY (1998)
- Častni znak svobode Republike Slovenije za prispevek k demokratizaciji, humanitarno dejavnost in promocijo slovenske kulture v tujini (2000)
- Bosanski stećak, za pesniški opus (2000)
- uvrstitev izbora pesmi za otroke Kako rastejo stvari na seznam najboljših del Bele vrane (2005)
- Vitez reda akademskih palm francoske republike (2008)
- velenjica-čaša nesmrtnosti za vrhunski desetletni slovenski pesniški opus v 21. stoletju (2010)
- Vitez reda umetnosti in književnosti Republike Francije (2011)[5]
- dopisni član francoske pesniške akademije Mallarmé
- Župančičeva nagrada za prvi del epa Vrata nepovrata: Zemljevidi domotožja (2015)
- izredni član SAZU v razredu za umetnosti (2017)
- Veronikina nagrada za ep Vrata nepovrata (2017)
- ep Vrata nepovrata razglašen za knjigo leta na slovenskem knjižnem sejmu (2017)
- Prešernova nagrada za življenjsko delo (2018)[6]
- Levstikova nagrada za življenjsko delo (2019)
- zaslužni profesor Univerze v Ljubljani (2023)
- Zlatnik poezije za posebne dosežke na področju poezije (2024)
- imenovan za dosmrtnega častnega predsednika mednarodnega Odbora pisateljev in pisateljic za mir (25. septembra 2024 ob štiridesetletnici odbora na 90. kongresu Mednarodnega PEN-a v Oxfordu, ker je organiziral humanitarno pomoč za pisatelje in pisateljice v obleganem Sarajevu)
- redni član SAZU v razredu za umetnosti (2025)